# 红色马先蒿
红色马先蒿（学名：Pedicularis rubens）为列当科马先蒿属的植物。分布于蒙古、俄罗斯以及中国大陆的东北、河北、内蒙古等地，生长于海拔500米至1,200米的地区，见于山地草原中，目前尚未由人工引种栽培。